# Nova evangelização
A nova evangelização é o processo particular pelo qual os membros batizados da Igreja Católica expressam o chamado cristão geral à evangelização. 
Segundo o Papa Francisco no Evangelii gaudium em 2013: "a XIII Assembléia Geral Ordinária do Sínodo dos Bispos se reuniu de 7 a 28 de outubro de 2012 para discutir o tema: A Nova Evangelização para a Transmissão da Fé Cristã. O Sínodo reafirmou que a nova evangelização é uma convocação dirigida a todos e que é realizada em três cenários principais". As três configurações foram:  
1) ministério pastoral comum (para inflamar o coração dos fiéis),  
2) alcance "aos batizados cujas vidas não refletem as exigências do batismo" e  
3) evangelização para aqueles que não conhecem Jesus Cristo ou que sempre o rejeitaram. 
Em relação ao segundo cenário, uma ênfase foi re-evangelizar os cristãos que se afastaram da fé. Segundo a Conferência dos Bispos Católicos dos EUA, "de uma maneira especial, a Nova Evangelização está focada em 're-propor' o Evangelho àqueles que passaram por uma crise de fé". Houve um foco especial na Europa e nas Américas, áreas tradicionalmente católicas, mas que foram fortemente influenciadas pela secularização.   
A Igreja sempre teve um mandato para missões e evangelismo e isso acompanha a Igreja no novo Terceiro Milênio.

## Contexto
Na primeira frase de sua Constituição sobre a Igreja, Lumen gentium, o Concílio Vaticano II afirmou que Cristo havia enviado a Igreja para pregar o evangelho a toda criatura (LG 1; cf. Marcos 16,15). Evangelismo é um tema em vários documentos do Vaticano II. Esses documentos mencionaram a palavra “evangelho” 157 vezes, “evangelizar” 18 vezes e “evangelização” 31 vezes.
Por várias décadas, o magistério da Igreja Católica Romana promove um tema de Nova Evangelização. Isso inclui o re-evangelismo do povo cristão, bem como a missão Ad gentes para alcançar novas regiões e culturas. 

## Berço danova evangelização
O local de nascimento da nova evangelização foi Nowa Huta, perto de Cracóvia, na Polônia, onde foram feitos esforços extenuantes por muitos anos durante o regime comunista para estabelecer a terra da igreja e uma cruz e igreja em uma nova cidade onde não havia. Falando na Abadia de Mogila, perto de Nowa Huta, em 1979, o Papa João Paulo II disse: "Da cruz de Nowa Huta começou a nova evangelização".

## Uso papal denova evangelização
O primeiro uso papal do termo nova evangelização foi pelo Papa Paulo VI em sua exortação apostólica de 1975, Evangelii nuntiandi, que se baseou em documentos do Concílio Vaticano II, incluindo Lumen gentium, Ad gentes, Gaudium et spes e Dignitatis humanae. 
O termo foi popularizado pelo papa João Paulo II  que o utilizou durante um discurso aos bispos da América Latina em Porto Príncipe, Haiti, em 9 de maio de 1983. Ele declarou que o quinto centenário da primeira evangelização das Américas (1492–1992) deveria marcar o início de uma nova era de evangelização: "a evangelização ganhará toda sua energia se for um compromisso, não de re-evangelizar, mas Nova evangelização, nova em seu ardor, métodos e expressão".  O Papa João Paulo II expôs a ideia posteriormente, incluindo sua encíclica Redemptoris missio, uma Magna Carta da nova evangelização, sua carta apostólica Tertio millennio adveniente, emitida para o Grande Jubileu do ano 2000 e sua exortação apostólica, Novo millennio ineunte. Em Redemptoris missio, ele escreveu: 

Sinto que chegou o momento de dedicar todas as energias da Igreja a uma nova evangelização e à missão "ad gentes". Nenhum crente em Cristo, nenhuma instituição da Igreja pode evitar este dever supremo: proclamar Cristo a todos os povos.
Em 2010, o Papa Bento XVI estabeleceu o Pontifício Conselho para a Promoção da Nova Evangelização. Quando ele convocou um Ano de Fé de 2012 a 2013, no 50º aniversário do Concílio Vaticano II, ele o abriu com uma assembléia geral do Sínodo dos Bispos sobre A Nova Evangelização para a Transmissão da Fé Cristã.  
Em 29 de junho de 2013, o Papa Francisco lançou uma exortação apostólica relacionada, Evangelii gaudium (em português: A alegria do Evangelho) sobre "a principal missão de evangelização da igreja no mundo moderno". Em seu parágrafo inicial, o Papa Francisco exortou toda a Igreja a "embarcar em um novo capítulo de evangelismo". 
Em abril de 2019, foi relatado que o Papa Francisco planejava uma reorganização da Cúria que tornaria a evangelização seu foco principal. Um esboço final de sua constituição apostólica sobre a Cúria Romana, intitulado Praedicate Evangelium (“Pregue o Evangelho”), foi submetido para comentários nas conferências dos bispos nacionais e em vários outros órgãos.

## Sínodo dos Bispos
| Ano  | Tópico                                               | Documento final ou exortação apostólica                                                                             |
| ---- | ---------------------------------------------------- | --- |
| 2012 | A nova evangelização para a transmissão da fé cristã | Francis, Pope (24 de novembro de 2013), Evangelii gaudium (Apostolic exhortation), Rome: Libreria Editrice Vaticana |

## Respostas aos apelos papais
Desde o papa João Paulo II, o setor cultural era visto como uma das muitas prioridades da nova evangelização. Nos últimos anos, portanto, a Igreja Católica promoveu sua herança artística em vários países como uma oportunidade pastoral para a nova evangelização, particularmente na Europa.
Em 2005, o Instituto Agostinho Denver foi criado para treinar católicos leigos para a nova evangelização. 
Em 2011, o Seminário de São João em Boston estabeleceu um Instituto Teológico para a Nova Evangelização, que oferece um Mestrado em Estudos Teológicos para a Nova Evangelização. Apesar de estar localizado em um seminário, o programa é destinado a leigos, diáconos e religiosos professos. 
Em 2012, a Universidade Franciscana de Steubenville estabeleceu o Presidente Michael Scanlan Presidente de Teologia Bíblica e a Nova Evangelização.
Em 2012, a Conferência Episcopal Católica das Filipinas emitiu uma carta pastoral sobre a nova evangelização com um plano de nove anos para ajudar a preparar os católicos para 2021, o 500º aniversário da chegada do Evangelho nas Filipinas.

## Novas mídias e nova evangelização
Novas ferramentas de mídia, como internet, mídias sociais e smartphones, estão sendo usadas como veículos para expressar a nova evangelização.  Organizações de mídia como EWTN, National Catholic Register, Word on Fire, Catholic Answers estão usando as novas mídias para promover o trabalho de evangelização. Os indivíduos fazem o mesmo com suas contas de mídia social como Facebook e Twitter.